# Talamasca
Talamasca – francuski projekt psytrance Cedrica Dassulle, znanego również jako DJ Lestat.
Cedric promuje muzykę Talamasca w trakcie imprez na całym świecie. Przez ponad 13 lat grał na pianinie, a w 1992 rozpoczął karierę DJ-a. W 1995/96 został rezydentem prestiżowego klubu Rex Club w Paryżu. Zafascynowany muzyką trance, którą grał, jako DJ, zapragnął tworzyć sam. W 1996 poznał innych współzałożycieli - Steve'a Eli oraz Xaviera de Galloy, którzy w tym czasie byli producentami muzyki house i mieli własne studio. Wspólnie zadecydowali, by współpracować w projekcie trance i założyli Talamasca.
Talamasca to po łacinie "zwierzęca maska". Jest to również nazwa sekretnego stowarzyszenia opisanego w książkach Anne Rice, które czytał Cedric - stąd wzięła się nazwa grupy. Nazwał się Lestat, ponieważ było to imię głównego bohatera Kronik wampirów. 
Dassulle podróżuje po całym świecie i ma wielu przyjaciół wśród twórców Psychedelic trance. Często współpracuje z różnymi z nich, w licznych projektach. Wyprodukował wiele udanych utworów z artystami takimi jak Nomad, Oforia, Space Cat, czy Xerox. 
Ostatnio DJ Lestat stworzył swój własny label - Mind Control.

## Dyskografia

### Single
- Sinaï / Halloween (1999)
- Genetik Monster (2001)
- Magnetic Fields (2001)
- Illusion World (2005)
- Take Off Man (2005)

### Albumy
- Beyond the Mask (2000)
- Musica Divinorum (2001)
- Zodiac (2003)
- Made In Trance (2004)
- Obsessive Dream (2007)